# 박혜영 (1975년)
박혜영(朴惠英, 1975년 8월 21일 ~ )은 대한민국 국가대표 레슬링 선수 출신이며 방송인 겸 쥬얼리빡스 대표이다.

## 이력
서울 출생이고 본관은 경주이다. 1994년에서부터 2001년까지 대한민국 국가대표 레슬링 선수 활약하였으며, 2001년 이후 스포츠 평론가로 활동하였다. 2007년 배우 박재훈과 결혼하여 이후 그와의 사이에 1남 1녀를 두었지만 2015년 6월 이혼하였다.

## 출연작

### TV 프로그램
- 《스타부부쇼 자기야》(SBS)
- 《결혼은 미친 짓이다》(SBS E!tv)

## 주요 작품

### 스포츠 평론
- 《이제는 레슬링의 공동 기원 6개국, 이집트와 인디아와 중국과 일본과 이라크와 그리스》
- 《레슬링의 현대 보편화 국가 브리튼》

## 학력
- 용인대학교 체육교육학과 학사

## 기타 이력
- 한국보석감정사
- 인천전문대학 특임강사